# Condizione della donna in Corea del Sud

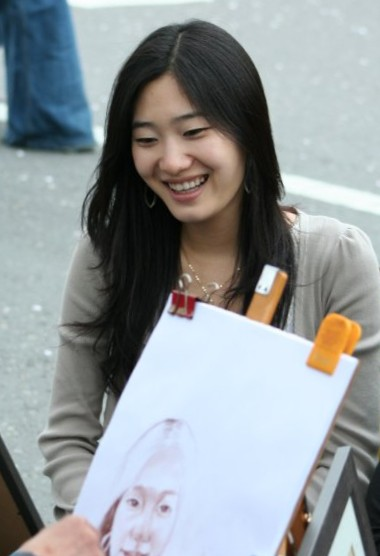
Donna coreana a Seul nel 2007

La condizione delle donne sudcoreane ha subito cambiamenti con il susseguirsi delle epoche, in seguito ai mutamenti della struttura familiare e all'introduzione del Confucianesimo, generando anche cambiamenti del ruolo femminile all'interno della società.

## Dalla Dinastia Goryeo alla Dinastia Joseon
La trasformazione della struttura della famiglia dalla Dinastia Goryeo (in Hangŭl: 고려, 918 - 1392) alla Dinastia Joseon, (in Hangŭl: 대조선국, 1392 - 1910) causò il graduale declino dello status e della visibilità delle donne coreane nella sfera pubblica. Il cambiamento più significativo fu il passaggio da un'enfasi su una struttura matrilineare – matriarcale a una struttura patrilineare – patriarcale di parentela e identità.
Durante la Dinastia Goryeo era consuetudine per una coppia di sposi novelli vivere con la famiglia della sposa, il che offriva numerosi vantaggi per le donne, non ultimo quello economico. Inoltre in tale struttura, una donna poteva salvaguardare la sua parte di eredità che condivideva equamente con i suoi fratelli maschi.
Durante la Dinastia Joseon l'istituzione della linea patrilineare erose i diritti e i privilegi delle donne, a partire dal cambiamento degli accordi residenziali sino alla rigida regola della primogenitura, che individuava il figlio maggiore maschio come erede principale, in quanto ritenuto importante per la sostenibilità e continuità del lignaggio.
La morale del Confucianesimo coreano imponeva una rigida divisione dei sessi, presumibilmente per prevenire l'adulterio e altre scorrettezze sessuali. Nel tempo, queste leggi meticolose sui rapporti familiari si proposero di mantenere e preservare l'autorità genitoriale, le prerogative della classe sociale, lo scoraggiamento dell'illegittimità e il dominio degli uomini in materia di eredità.
L'istituzione delle "Regole dei sette mali", che includevano la sterilità, l'insubordinazione ai suoceri, l'adulterio, la gelosia, la malattia cronica, il furto e la loquacità, diede l'opportunità agli uomini di poter usare queste clausole per divorziare dalle loro mogli. Ne consegue che le donne coreane risultassero completamente impotenti in questa struttura rigida.

## Nuove strutture familiari
(Jesook Song, A room of one’s own: the meaning of spatial autonomy for unmarried women)
In Corea del Sud il matrimonio e la struttura della famiglia tipica sono intesi come un'istituzione eterosessuale. Ciò sostiene la rappresentazione della popolazione attraverso la divisione del lavoro di genere. Tale sistema si basa sulla tradizionale dicotomia dei ruoli di genere con il ruolo di capofamiglia svolto dall'uomo e il ruolo di casalinga svolto dalla donna. La tradizionale divisione del lavoro consente alle famiglie di accumulare capitale in modo più efficiente, grazie al lavoro domestico non retribuito e alla cura dei figli svolto dalle donne della famiglia.
La problematica inerente alla struttura familiare, in particolare nella struttura abitativa e di prestito incentrata sul matrimonio eterosessuale della Corea del Sud, rivela le lotte delle donne coreane per acquisire "una stanza tutta per sé"", così come Jesook Song evidenzia e come esso sia la conseguenza del processo della loro indipendenza spaziale, per svincolarsi dagli schemi familiari tradizionali.
Secondo il censimento della popolazione e degli alloggi 2019, pubblicato da KOSTAT (Statistics Korea), il numero di famiglie single raggiunge il 30,2% di tutte le famiglie in Corea del Sud e le famiglie da 1 e da 2 persone occupano il 58,1% delle famiglie totali, in aumento dell'1,5% dal 56,5% nel 2018.  Analizzando anche i tassi di nascita in Corea del Sud, nel 2020 sono nati 272.3 mila neonati, con una diminuzione del 10,0% pari a 30.3 mila bambini rispetto al 2019. La stessa indagine rileva che si è registrato un calo del tasso di fertilità dal 1970 al 2020 in tutte l'età ad eccezione delle madri tra i 40 e 44 anni. L'età media delle madri biologiche registrate è stata di 33,1 anni nel 2020, in aumento di 0,1 anni rispetto al 2019, inoltre nel 2020 i primogeniti nati sono diminuiti del 8.6%, pari a 15 mila neonati.

## Ruolo delle donne nella famiglia
Il matrimonio e la gravidanza non sono decisioni individuali per molte donne coreane. I benefici di queste riproduzioni sociali sono stati goduti a spese del potere delle donne nella società. Tuttavia, il ruolo delle donne coreane come madri non dovrebbe essere compreso con tale semplicità. Le donne coreane si considerano moderatamente importanti, e spesso è il loro ruolo di madri che rafforza la loro posizione nella società, che mobilita le loro risorse e posizioni.

## La madre manager
La figura della madre manager è un’immagine emergente nel contesto educativo della Corea del Sud. Nello specifico, le trasformazioni neoliberali hanno portato ad un evolversi della figura materna all’interno dell’assetto familiare, rafforzando ed evolvendo il suo ruolo di supporto educativo.
Le madri hanno soprannomi diversi nella società coreana. Tra molti di questi nomi, uno dei più popolari è proprio "madre manager".
Queste madri gestiscono il lavoro scolastico, la maternità surrogata e le strategie dei figli per permettere loro di accedere a prestigiose università. Le abilità sono determinate dalla quantità di informazioni a cui hanno accesso e dalla loro utilità allo scopo di far finalmente entrare i propri figli in una prestigiosa università.
Questo processo inizia dall'età dell'asilo dei loro figli. Una volta che i loro figli entrano e si laureano nelle università d'élite, le possibilità di questi giovani adulti di ottenere un impiego ben retribuito aumentano. In un certo senso, la direzione delle azioni della madre guarda avanti al successo dei propri figli. Qui il successo dei bambini diventa opportunità e strumento per tutta la famiglia. Il loro successo assicurerà, se non promuoverà, la possibilità per l'intera famiglia di mantenere o diventare membri della classe media e alta della società coreana. A sua volta, la mobilità verso l'alto della famiglia è nelle mani delle madri. Nella moderna società coreana, ci si aspetta che gli individui si sviluppino continuamente come cittadini creativi e autogestiti. Le mamme manager stanno incoraggiando tali cittadini attraverso le proprie capacità di gestione dell'assistenza domestica non retribuite. Si ritiene che il loro lavoro derivi dall'amore materno naturale. Ci si aspetta che siano bravi nella loro gestione perché sono caregiver naturali e perché sono responsabili del successo dei loro figli. La loro performance è giudicata dalle performance dei bambini, ma il loro lavoro e il loro successo non vengono premiati oltre la lode.
Questa soggettività materna è molto vilipesa e compatita. Alcuni vedono queste madri come persone ossessionate e che vanno oltre i limiti sociali per far sì che i propri figli abbiano successo. Altri sono dispiaciuti che queste donne siano di fatto prede del rigido e competitivo sistema educativo coreano. Inoltre, la capacità attesa delle mamme manager, spesso promette il loro status di casalinghe a tempo pieno della classe media con sufficienti risorse economiche, culturali e sociali. Questo fa sentire le madri lavoratrici o le madri della classe operaia relativamente deprivate e irresponsabili per i propri figli. Si può definire l'avvento delle mamme manager come creatrici della moderna famiglia coreana.